# Il gioco della vita
Il gioco della vita (The Sandman: A Game of You) è un volume antologico pubblicato nel 1993 negli Stati Uniti d'America dalla DC Comics che raccoglie un ciclo di storie pubblicate originariamente nella serie a fumetti Sandman, scritta da Neil Gaiman e illustrata da vari disegnatori negli anni novanta.
Gaiman spesso caratterizza le sue storie di Sandman come "maschio" o "femmina"; A Game of You, dominato da personaggi e punti di vista femminili, è una delle sue storie femminili. Gaiman descrisse A Game of You come "probabilmente" il suo volume preferito nella serie, "perché è il volume meno amato dalla maggior parte della gente, e lo amo per quello".

## Storia editoriale
Il volume venne pubblicato negli USA nel 1993 e contiene i numeri dal 32 al 37 della serie regolare Sandman pubblicati per la prima volta nel 1992 ed è stato scritto interamente da Neil Gaiman, illustrato da Shawn McManus, Colleen Doran, Bryan Talbot, George Pratt, Stan Woch e Dick Giordano, e letterato da Todd Klein. Ognuno dei numeri nella raccolta prende il nome di una canzone come Lullaby of Broadway (rappresentato come "Lullabies of Broadway"), Bad Moon Rising, dei Creedence Clearwater Revival, e "Beginning to See the Light", dei Velvet Underground.

## Trama
Barbie dopo il divorzio è alla ricerca di una nuova identità; il suo mondo onirico è minacciato da una creatura malvagia chiamata Cuckoo e i suoi amici immaginari cercano aiuto nel mondo reale, portando morte in entrambi i mondi. La quinta raccolta continua la storia di alcuni protagonisti della seconda, The Doll's House, ed è molto collegato al nono, Le eumenidi.
Il personaggio centrale di A Game of You è Barbie, che fu originariamente presentata come una residente della casa dove abitò Rose Walker durante gli eventi descritti in The Doll's House. In quella storia precedente Barbie fu raffigurata mentre sognava di essere la principessa di un regno delle favole. Ma con l'inizio di A Game of You, si trova che Barbie non sogna più.
Barbie viveva in un condominio abitato dalla sua migliore amica Wanda, una donna transessuale prima dell'operazione; la coppia lesbica Hazel e Foxglove; la strega Tessaglia; un uomo mite di nome George. Martin Tenbones, un'enorme creatura simile ad un cane che fu brevemente vista in The Doll's House, in qualche modo riuscì a fuggire nel mondo in veglia. Riuscì a trovare Barbie e a darle la Porentina, un amuleto in quarzo, ma non prima che gli sparassero addosso. Barbie si ritrovò a confrontarsi con la realtà della terra di fantasia che era solita visitare nei suoi sogni. Utilizzando la Porpentina, riuscì a sognare una via per fare ritorno a quel luogo, ora noto semplicemente come la Landa.
La Landa comparve come basata sugli elementi delle fantasie più classiche dei bambini - più ovviamente Le cronache di Narnia. Questo era un regno popolato di animali parlanti viventi in locali disegnati come nei fumetti. Ma la Landa ora affrontava una minaccia dalla misteriosa criminale nota come Cuckoo, che Barbie, ora nominata Principessa Barbara, fu chiamata a combattere. Dopo essere tornata alla Landa fu accolta da Wilkinson il toporagno, Prinado la scimmia e Luz il dodo - suoi alleati nella missione.
Tornato a New York, George, mostrato dopo essere stato reclutato da Cuckoo, magicamente rilasciò uno stormo di uccelli che diedero gli incubi agli altri residenti del condominio. Solo Tesaaglia nel fu immune, e presto tracciò la fonte e uccise George. L'amica di Barbie la trovò in un profondo coma dalla quale non si sarebbe mai più risvegliata.
Tessaglia utilizzò i resti di George per indovinare la minaccia di Cuckoo. Quindi gettò un incantesimo per disegnare la luna, chiamando le dee in forma lunare. Le dee comparvero con tre paia di occhi e ripeterono molte parole tre volte (si può notare che Hecatae, la tripla dea giovane-madre-vecchia, compare in tutte e quattro le altre raccolte). Tessaglia, Hazel e Foxglove viaggiarono fino alla Landa - Hazel e Foxglove aiutarono Barbie e Tessaglia a vendicarsi di Cuckoo - lasciando Wanda con l'inconscia Barbie e la testa ancora animata di Geroge. La magia di Tessaglia ebbe serie conseguenze inclusi la scomparsa temporanea della luna dal cielo e una stranissima tempesta che infuriò su tutta la città.
Appena la storia raggiunse il suo climax, Barbie scoprì che Cuckoo somigliava a lei da bambina. Si scoprì che la Landa era una parte del Sogno; era l'ambiente dei sogni infantili di Barbie, popolato da immagini animate dei suoi giocattoli. Qui, Cuckoo fu mostrata somigliante ad un vero cuculo, come se avesse l'abilità di impersonare un bambino e manipolare i membri delle altre specie (in questo caso gli umani e i residenti della Landa). Descrisse Barbie come "il posto perfetto per svilupparsi" e descrisse sé stessa come "incapace di volare". I lettori capirono che il piano di Cuckoo era di evadere dalla Landa così da poter volare nei mondi e deporre le sue uova nelle menti di altri giovani ragazze. Fece quindi rompere a Barbie la sua Porpentina su una roccia chiamata eirolita, un atto che convocò Morpheus, il Signore dei Sogni e creatore della Landa.
La distruzione della Porpentina e del monolito significò la fine della Landa. Tutte le centinaia di creature marciarono in una lunga processione che svanì all'interno del mantello di Sogno, che poi prese l'intero regno nel palmo della sua mano e lo lasciò sbriciolare nel nulla. Diede anche il benvenuto alla proprietaria originale della Landa, una donna di nome Alianora, assicurandole che la Landa fu la casa di molte menti fin dal suo tempo. Espresse il suo dispiacere perché Tessaglia, Foxglove e Hazel giunsero nel Sogno senza invito. Tesaglia gli mise fretta dicendogli che Cuckoo doveva essere uccisa, ma Morpheus puntualizzò che anche se Cuckoo era pericolosa non era veramente malvagia. Suggerì che alcune azioni di Barbie fecero sì che Cuckoo non lasciasse la Landa da sola che questi eventi potrebbero avere avuto qualche connessione con gli eventi di The Doll's House.
Sogno allora decise di dare un singolo vantaggio a Barbie. Tessaglia continuava a dire a Morpheus quanto fosse urgente che eliminasse Cuckoo, ma Barbie decise di chiedergli che lei e le sue amiche potessero tornare a New York "sane e salve". Cuckoo fuggì in un altro piano. Poco dopo il suo arrivo, Barbie si diresse ad ovest per partecipare ai funerali di Wanda, dove incontrò i genitori timorati di Dio di Wanda, che non accettarono mai loro "figlio" come donna. Fecero seppellire Wanda con una lapide su cui era inciso il nome con cui era nato, Alvin Mann, vestito in un abito e con i capelli tagliati corti. Prima di andarsene, Barbie fece una croce con il rossetto sul nome "Alvin" e scrisse "Wanda". Quella stessa notte sognò Wanda, con un corpo perfettamente femminile, e Morte, che salutò entrambe.

## Elenco degli albi
Tutte le storie sono state scritte da Neil Gaiman.
| N. | Titolo                             | Illustratore                 | Inchiostratore               | Colorista    | Letterista | Ast Editor    | Editore      |
| -- | ---------------------------------- | ---------------------------- | ---------------------------- | ------------ | ---------- | ------------- | ------------ |
| 32 | Slaughter on Fifth Avenue          | Shawn McManus                | Shawn McManus                | Daniel Vozzo | Todd Klein | Alisa Kwitney | Karen Berger |
| 33 | Lullabies of Broadway              | Shawn McManus                | Shawn McManus                | Daniel Vozzo | Todd Klein | Alisa Kwitney | Karen Berger |
| 34 | Bad Moon Rising                    | Colleen Doran                | George Pratt e Dick Giordano | Daniel Vozzo | Todd Klein | Alisa Kwitney | Karen Berger |
| 35 | Beginning to See the Light         | Shawn McManus                | Shawn McManus                | Daniel Vozzo | Todd Klein | Alisa Kwitney | Karen Berger |
| 36 | Over the Sea to Sky                | Shawn McManus e Bryan Talbot | Shawn McManus e Stan Woch    | Daniel Vozzo | Todd Klein | Alisa Kwitney | Karen Berger |
| 37 | I Woke Up and One of Us Was Crying | Shawn McManus                | Shawn McManus                | Daniel Vozzo | Todd Klein | Alisa Kwitney | Karen Berger |